# Musée de Nouvelle-Zélande Te Papa Tongarewa
Le musée de la Nouvelle-Zélande Te Papa Tongarewa est le musée national de la Nouvelle-Zélande situé à Wellington.
Il est communément dénommé Te Papa ou « Te Papa Tongarewa » traduit par « le lieu des trésors de cette terre ».
Le principe fondateur du musée est d'unifier les collections, les récits de la culture et le pays, d'où le partenariat biculturel entre Tangata Whenua (en) et Tangata Tiriti (en), en mettant l'accent sur la diversité et la collaboration pluridisciplinaire.
En janvier 2013, la direction du musée de Nouvelle-Zélande Te Papa a annoncé que le musée serait séparé en deux parties, l'une fonctionnant comme le musée le fait actuellement, centrée sur le passé, et l'autre se focalisant sur le futur.

## Histoire

### Musée colonial/Musée du Dominion
Le premier précurseur du musée de Nouvelle-Zélande Te Papa fut le musée colonial, fondé en 1865 par James Hector, son premier directeur. Il fut construit sur Museum Street.
Au milieu des années 1930, le musée fut transféré des bâtiments en bois initiaux au nouveau bâtiment du New Zealand Dominion Museum building (en) dans Buckle Street, où est aussi installée la National Art Gallery of New Zealand (en).

### La National Art Gallery
La National Art Gallery, ouverte en 1936, occupait le premier étage du New Zealand Dominion Museum de Buckle Street, à Wellington. Elle comprenait originellement uniquement des collections données par le New Zealand Academy of Fine Arts (en). Le musée avait été constitué par l'adoption du "National Art Gallery and Dominion Museum Act (1930"). Le Dominion Museum et la National Gallery of art étaient supervisés par une seule direction. L'inauguration officielle fut réalisée par le gouverneur général en 1934.
La collection initiale consistait largement en des donations et des legs.

### Te Papa

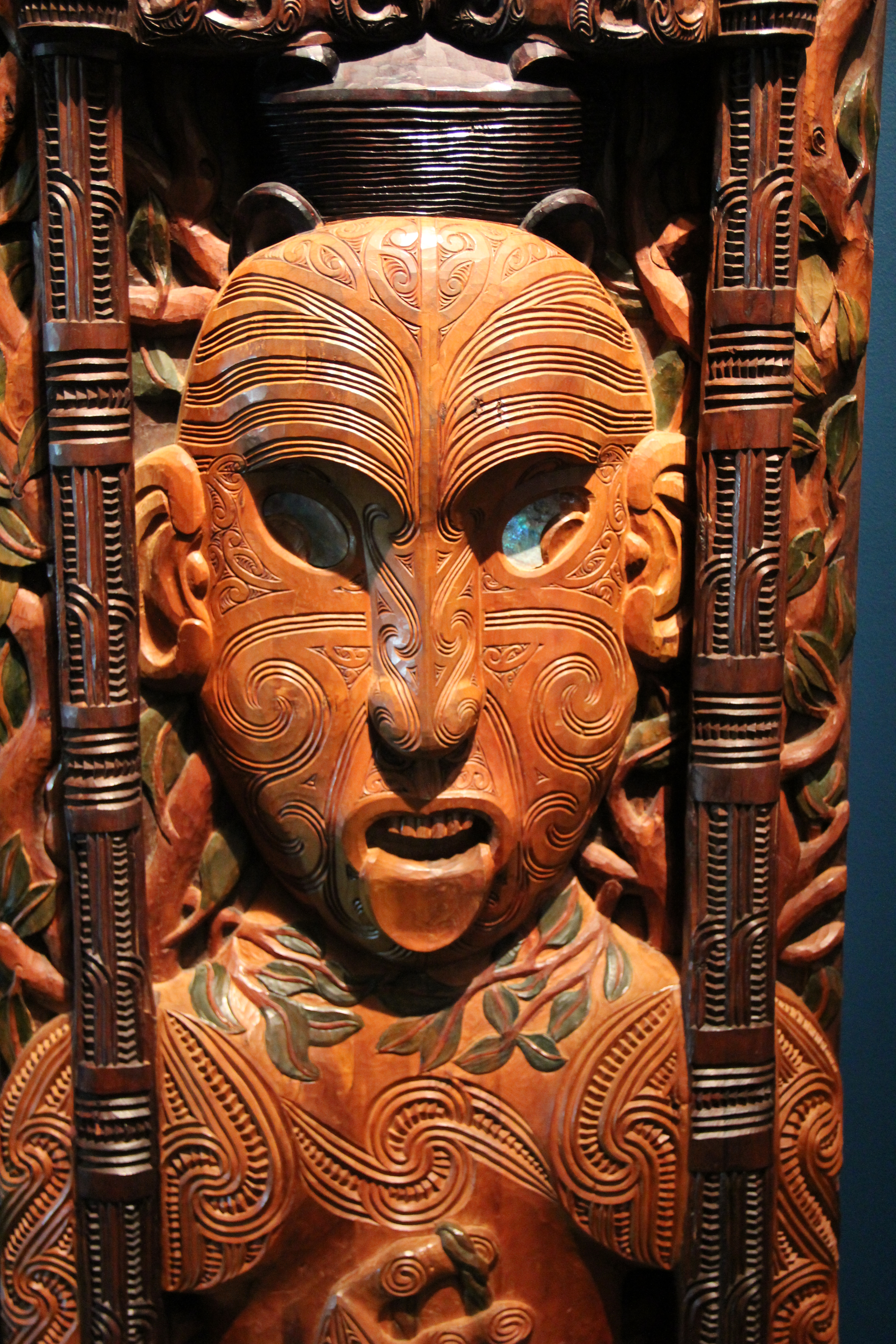
Sculpture d'un chef Maori (Musée Te Papa Tongarewa)

Le musée de Nouvelle-Zélande Te Papa fut constitué par le Museum of New Zealand Te Papa Tongarewa Act de 1992. L'ouverture officielle eut lieu le 14 février 1998 au cours d'une cérémonie présidée par le Premier ministre néo-zélandais de l'époque. Le musée est dirigé par une équipe financée par le Ministry for Culture and Heritage.
Le musée a reçu un million de visiteurs au cours des cinq premiers mois de l'opération, et entre 1 et 1,3 million de visites chacune des années suivantes[réf. nécessaire]. En 2004, un espace plus grand fut consacré aux expositions portant sur les collections d'art de la Nouvelle-Zélande, dans le cadre d'une exposition prolongée appelée Toi Te Papa : L'Art d'une Nation.

## Le bâtiment actuel
Le bâtiment principal du musée de Nouvelle-Zélande Te Papa est sur le front de mer de Wellington, sur Cable Street. À l'intérieur du bâtiment, il a 6 étages d'expositions, des cafés et des boutiques consacrées à la culture de la Nouvelle-Zélande et son environnent. Le musée comprend aussi des espaces extérieurs avec des grottes artificielles, de la brousse initiale et des zones marécageuses. Un deuxième bâtiment sur Tory Street est un établissement de recherche scientifique et une zone de stockage, et n'est pas ouvert au public.
Le musée de Nouvelle-Zélande Te Papa fut conçu par le cabinet d'Architectes Jasmax et construit par le groupe Fletcher Construction (en). Les 36 000 mètres carrés du bâtiment ont coûté 300 millions de dollars néo-zélandais avant son ouverture en 1998. La consolidation anti-tremblement de terre de Cable Street fut conçue à l'aide de la technologie néo-zélandaise dite d'isolement bas, basée essentiellement sur des supports de l'ensemble du bâtiment faits de plomb, d'acier et de caoutchouc, qui amortissent les effets du tremblement de terre.
Le site était initialement occupé par un hôtel moderne de cinq étages. Celui-ci fut extrait de ses fondations et placé sur de multiples bogies puis transporté 200 mètres plus loin de l'autre côté de la rue sur un autre site, où il constitue maintenant le Museum Hotel de Wheels (en).

## Collections
L'accès en ligne aux collections du musée de Nouvelle-Zélande Te Papa est possible,

Les collections historiques comprennent de nombreuses robes et des textiles, dont le plus ancien date du XVIe siècle.
Ces collections historiques comprennent aussi des archives de la poste de Nouvelle-Zélande comprenant environ 20 000 timbres et objets en rapport avec l'histoire de ce pays. La collection du Pacifique comporte environ 13 000 objets historiques ou contemporains, provenant des îles du Pacifique.
Le musée possède également une collection significative de fossiles, un herbier contenant environ 250 000 spécimens séchés et une collection de 70 000 spécimens d'oiseaux, d'amphibiens, de reptiles et de mammifères de Nouvelle-Zélande.
Le musée possède le plus grand spécimen connu d'une espèce de calamar, appelé « calmar colossal » (Mesonychoteuthis hamiltoni). Il pèse 495 kg et mesure 4,2 m de long. Ce calamar est arrivé au musée en mars 2007 après avoir été capturé par des pêcheurs néo-zélandais en mer de Ross en Antarctique
Les collections culturelles comprennent des collections de photographies et les portraits du peintre Charles Frederick Goldie et de taonga Māori (trésors culturel des Maoris).

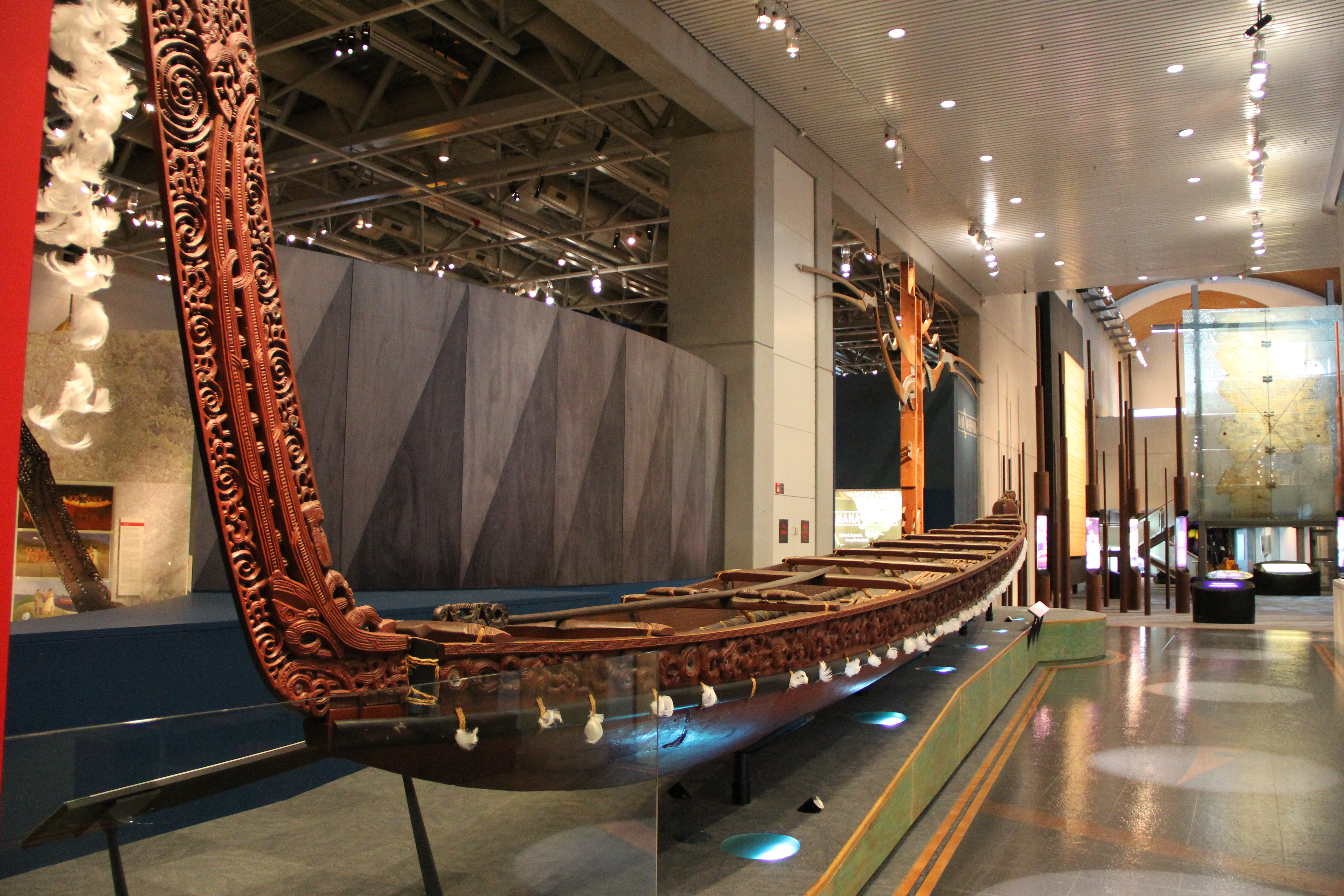
Canoë de cérémonie maori.
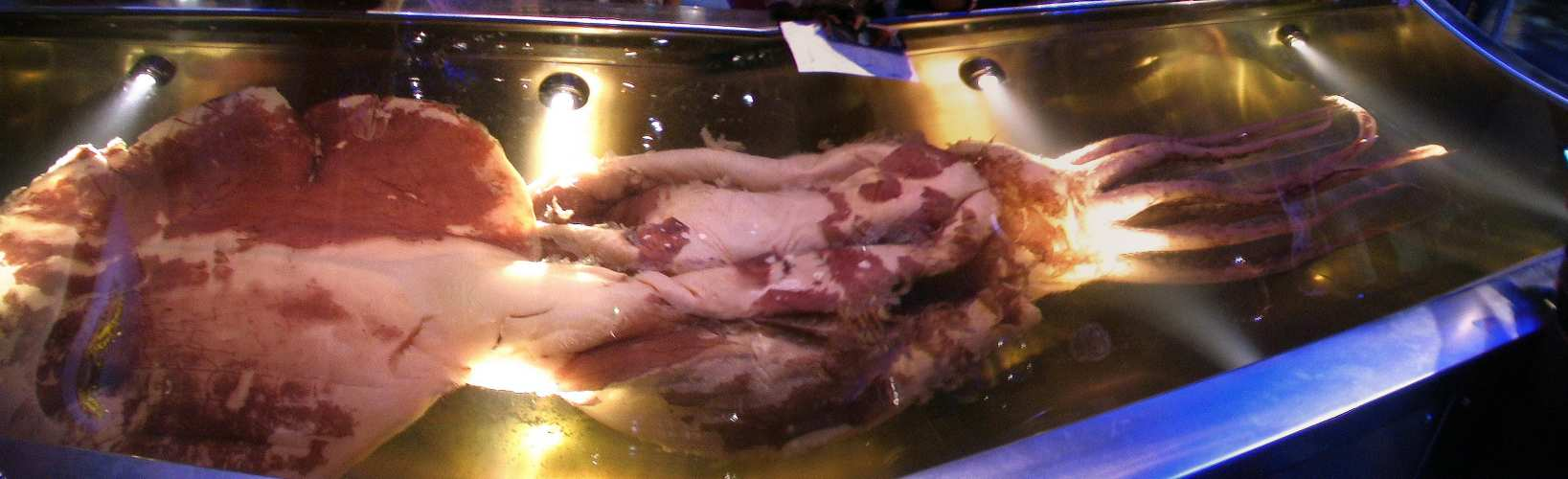
Restes d'un calmar colossal.

## Les archives
Les archives sont situées dans un bâtiment séparé, situé sur Tory Street et ouvert aux chercheurs sur inscription.
Il y a deux catégories de collections d'archives :
- "Les Archives du Musée", qui remontent à la fondation du musée colonial en 1865 et qui comprennent les archives de James Hector. Les Archives de la National Art Gallery of New Zealand font aussi partie de ces archives.
- Les "Archives récoltées", scindées en deux groupes :
  - les enregistrements en rapport avec l'art et les autres papiers d'archives séparés en secteurs spécialisés (avec par exemple les archives de Toss Woollaston, Lois White et Leonard Mitchell)
  - une grande variété de matériels d'archives, comprenant le journal de Felton Mathew (en), géomètre général de l'époque de la signature du traité de Waitangi, et des plans de batailles et des correspondances en rapport avec la Première Guerre mondiale – par exemple la bataille de Gallipoli (bataille des Dardanelles, dans le journal intime du capitaine E.P.Cox[14].

## La bibliothèque
La bibliothèque Te Aka Matua, autrefois accessible au public, est maintenant seulement ouverte aux chercheurs accrédités et entre 10h du matin et 5h de l'après midi, du lundi au vendredi. La bibliothèque est une ressource majeure pour la recherche, avec des éléments particulièrement nombreux sur la Nouvelle-Zélande, les Māoris, l'histoire naturelle, l'art, la photographie, et les thèmes de recherche du musée. Elle est localisée au 4e étage du bâtiment principal .[réf. nécessaire]

## Les expositions
pour les collections habituelles voir le site officiel du musée de Nouvelle-Zélande Te Papa
Le musée de Nouvelle-Zélande Te Papa présente à la fois des expositions à long terme d'objets culturels, des travaux pratiques et des expositions interactives, des espaces culturels et des expositions temporaires. Les expositions prolongées des objets culturels sont centrées sur l'histoire de la Nouvelle-Zélande, la culture Maori et l'environnement naturel de la Nouvelle-Zélande. Les ateliers pratiques et les expositions interactives visent particulièrement les jeunes visiteurs et comprennent des espaces intérieurs et extérieurs. L'espace culturel central est le Te Hono ki Hawaiki marae avec des sculptures très expressives nommées whakairo (en).
Toutes les expositions permanentes sont gratuites. Les expositions temporaires sont généralement payantes.
Le musée conçoit et prépare des expositions d'œuvres issues de ses collections qui sont présentées à l'étranger, comme l'exposition Māori. Leurs trésors ont une âme au Musée du quai Branly.

## Controverses
Le musée a parfois été le centre de controverses. Le siège de ces collections précieuses à proximité de l'eau, sur une zone connue comme le siège d'une des failles tectoniques les plus actives, responsable de tremblements de terre, inquiète de nombreuses personnes[réf. nécessaire].
Certaines critiques ont également été exprimées sur des expositions jugées trop spectaculaires (par exemple la section « brèche du temps » (timewarp), qui a depuis été fermée) ou peu respectueuses (une œuvre importante de Colin McCahon fut ainsi exposée à côté d'un réfrigérateur des années 1950 dans une exposition portant sur la culture de la Nouvelle-Zélande).
En mars 1998, l’exposition d’une statue de 7 cm de haut de la Vierge Marie habillée d'un préservatif nommée Virgin in a Condom (en), une œuvre d'art de Tania Kovatqui, provoqua des protestations de la part de catholiques.
En décembre 2005, le musée de Nouvelle-Zélande Te Papa annonça un ajournement à long terme de l'exposition Toi Te Papa : l'Art d'une nation, qui devait coïncider avec le Festival d'art de Wellington. À la place, le musée prolongea l'exposition sur Le Seigneur des anneaux, sans mettre à jour son site web pour informer du changement de programmation, ce qui irrita de nombreuses communautés artistiques de Nouvelle-Zélande.
En octobre 2006, l'Association de l'Industrie de la défense de Nouvelle-Zélande, tint sa conférence annuelle au musée de Nouvelle-Zélande Te Papa pour la 4e année consécutive. Des manifestants bloquèrent la porte d'entrée du musée, empêchant l'accès des visiteurs. Une manifestation similaire l'année précédente avait abouti à l'arrestation de 20 personnes.

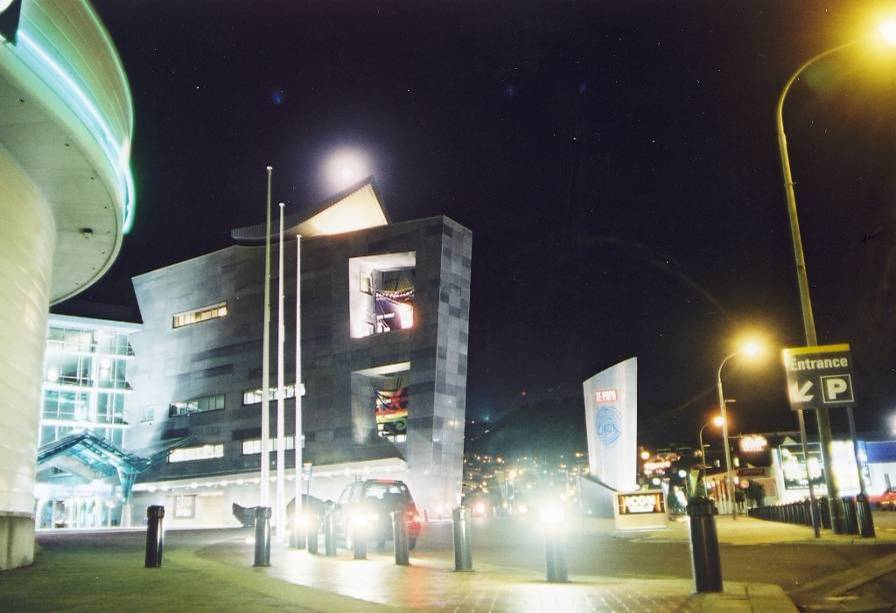
Pleine lune s'élevant sur le musée de Nouvelle-Zélande " Te Papa".

Le critique d'art néo-zélandais Hamish Keith (en) a émis des critiques sévères envers le musée de Nouvelle-Zélande Te Papa à plusieurs reprises, le traitant de : « parc à thèmes, l'équivalent culturel d'un fast-food », mais semble avoir modéré ses opinions depuis lors.
La restructuration lancée en 2013 s'est traduite par un affaiblissement de la section des sciences naturelles et, en 2018, par le licenciement de deux spécialistes de taxonomie de réputation mondiale.